# 欽ちゃんドラマ・Oh!階段家族!!
『欽ちゃんドラマ・Oh!階段家族!!』（きんちゃんドラマ オーかいだんかぞく）は、1979年（昭和54年）4月6日から同年9月21日まで日本テレビで毎週金曜21:00 - 21:54（JST）に放送されたテレビドラマ。『欽ドン!』『欽どこ』にならい、「欽ドラ」とも言われた。

## 作品の概要
萩本欽一が主役を務めた。長い階段でつながる三棟の一家を描いたヒューマン・コメディドラマ。
元々は萩本が『コント55号のなんでそうなるの?』等でコンビを組んだディレクターの齋藤太朗と新番組のアイデア出しをしていた際に、萩本が「55号は上に飛んだら人気者になった。ドラマって、いつも横に動いてる。人間が縦になるドラマはないの?」「わざと階段を作って人間が縦に歩くと面白そうじゃないですか」と語ったことがきっかけだという。
1979年3月初めに第1話の収録が完成したが、萩本とスタッフが気に入らずボツNGにしてしまい、再度、収録をし直したため、第1話分の制作費約2千万円の損害を出してしまった。この時、萩本は「どうしていいか、わかんなくなっちゃった」とコメントしている。

## キャスト
- 遠山欽一（コント作家）：萩本欽一
- 洋一： 菅原洋一
- 悠子（洋一の妻）： 浜木綿子
- 淳平（洋一の長男）：井上純一
- かおる（洋一の長女）：杉田かおる
- 悦子（洋一の次女）：土田悦子
- （洋一の次男）：伊藤秀和
- コントの中の人： 谷啓
- コントの中の人： 藤村俊二
- コントの中の人： 西田敏行
- 由貴子（欽一の異母妹）：清水由貴子
- 滝（洋一の母）： 水の江滝子

## スタッフ
- 脚本：服部佳、金子成人、河野洋、他
- 演出：吉野洋、齋藤太朗、他

## 放送日程
新聞サブタイトルとは新聞の番組表（ラテ欄）に表記されるだけの専用サブタイトルで、本編のクレジットタイトルとは無関係である。第9回までは新聞サブタイトルはなし。第10回から新聞専用のサブタイトルが表記された。
| 話数                                                           | 初放映日      | 新聞サブタイトル         | ゲスト             | 視聴率 |
| -------------------------------------------------------------- | ------------- | ------------------------ | ------------------ | ------ |
| 1                                                              | 1979年 4月6日 |                          | 南田洋子           | 22.0%  |
| 2                                                              | 4月13日       |                          |                    | 13.4%  |
| 3                                                              | 4月20日       |                          |                    | 21.1%  |
| 4                                                              | 4月27日       |                          | 朝丘雪路           | 14.3%  |
| 5                                                              | 5月4日        |                          | 竹井みどり、柳生博 | 18.5%  |
| 6                                                              | 5月11日       |                          | 西田敏行           | 13.6%  |
| 7                                                              | 5月18日       |                          | 徳光和夫、西田敏行 | 18.5%  |
| 8                                                              | 5月25日       |                          |                    | 18.0%  |
| 9                                                              | 6月1日        |                          | 研ナオコ           | 17.6%  |
| 10                                                             | 6月15日       | 女寅さん欽ジャック?      | 吉田日出子         | 18.2%  |
| 11                                                             | 6月22日       | 漫画のモデルにされました | 石野真子           | 13.9%  |
| 12                                                             | 6月29日       | ママの欲望、パパの青春   | 西田敏行           | 12.8%  |
| 13                                                             | 7月6日        | 何か気になる今日の運勢?  |                    | 17.4%  |
| 14                                                             | 7月13日       | あァ出世のための二日酔い | 湯原昌幸           | 15.3%  |
| 15                                                             | 7月20日       | 兄弟仁義が階段走る       | 小林稔侍           | 23.0%  |
| 16                                                             | 7月27日       | 海を渡る浅草の灯         | 伴淳三郎           | 15.1%  |
| 17                                                             | 8月3日        | ホップステップ階段跳び   | 西城秀樹           | 9.8%   |
| 18                                                             | 8月10日       | 輝け！森光子コント特集   | 森光子、原知佐子   | 9.0%   |
| 19                                                             | 8月17日       | 百恵ちゃんの休日         | 山口百恵           | 16.2%  |
| 20                                                             | 8月24日       | 作家・欽一売り出す！     | 林ゆたか           | 18.2%  |
| 21                                                             | 8月31日       | 息子の口紅 妹の朝帰り    |                    | 16.2%  |
| 22                                                             | 9月7日        | ママの日当4500円         |                    | 16.2%  |
| 23                                                             | 9月14日       | 間借人失格・・・・?      |                    | 17.2%  |
| 24                                                             | 9月21日       | 巣立って そして・・・・  | 柳生博             | 18.8%  |
| 平均視聴率 16.4%（視聴率はビデオリサーチ調べ、関東地区・世帯） |               |                          |                    |        |

静岡県では、第12話までは静岡けんみんテレビ（現・静岡朝日テレビ）にて、土曜日の夕方に放送されていた。第13話からは静岡第一テレビ開局により同時ネット開始。